# Jan van Mieris
Jan van Mieris, född den 17 juni 1660 i Leiden, död den 17 mars 1690 i Rom, var en holländsk genremålare.
van Mieris var elev hos sin egen far och hos Gerard de Lairesse. Han målade kompositioner med figurer i naturlig storlek, men dessa tros alla ha gått förlorade. Sjuklig som han var, dog han bara 29 år gammal och bör inte ha utfört många arbeten.